# Eleazar Sukenik
Eleazar Lipa Sukenik (12 de agosto de 1889 - 28 de fevereiro de 1953) foi um arqueólogo israelense e professor na Universidade Hebraica de Jerusalém. Ele é mais conhecido por ajudar a estabelecer o Departamento de Arqueologia na Universidade Hebraica e por ser um dos primeiros acadêmicos a reconhecer a idade e a importância dos Manuscritos do Mar Morto. Ele também supervisionou a descoberta do Terceiro Muro da antiga Jerusalém. Foi diretor do Museu de Antiguidades Judaicas na Universidade Hebraica.

## Vida pessoal
Sukenik nasceu em 12 de agosto de 1889, na cidade de Belostok, na província de Grodno, no Império Russo (hoje Białystok na Polônia). Em 1912, ele imigrou para a Palestina governada pelos otomanos, onde trabalhou como professor e guia turístico. Ele estudou arqueologia no Seminário de Professores Hebraicos em Jerusalém. Obteve o título de doutor pela Universidade de Berlim em 1923 e em 1926 o título de doutor pelo Dropsie College na Filadélfia, no estado da Pensilvânia, nos Estados Unidos.
Na Primeira Guerra Mundial, Eleazar serviu no Exército Britânico no 40º Batalhão dos Fuzileiros Reais, que ficou conhecido como Legião Judaica.
Ele foi o pai do general, político e arqueólogo Yigael Yadin, do ator Yossi Yadin (nascido Joseph Sukenik, 1920–2001), e de Mati Sukenik, um dos primeiros pilotos da Força Aérea Israelense, que foi morto em ação durante a Guerra Árabe-Israelense de 1948.
Eleazar Sukenik era irmão de um farmacêutico que vivia nos Estados Unidos, que na década de 1950 foi condenado por vender anfetaminas sem receita e cujo filho, Herbert Sukenik, era um físico que viveu a segunda metade de sua vida como um recluso na cidade de Nova York.
Eleazar Sukenik e sua esposa, Chassia, foram enterrados no Cemitério do Sinédrio, perto dos Túmulos do Sinédrio, que ele pesquisou. Ao contrário das outras sepulturas do cemitério, que são cobertas por blocos uniformes de calcário, as lápides do casal são decoradas de forma única com esculturas e motivos da era do Segundo Templo. Eleazar era ateu.

## Carreira
Além de suas importantes escavações em Jerusalém (incluindo a "Terceira Muralha" e vários ossuários), ele desempenhou um papel central no estabelecimento do Departamento de Arqueologia da Universidade Hebraica. Ele reconheceu a importância dos Manuscritos do Mar Morto para o Estado de Israel e trabalhou para que o governo os comprasse.
Em 1941, ele descobriu uma caverna funerária no Vale do Cédron contendo um ossário pertencente a um "cireneu" e com a inscrição "Alexandre, filho de Simão". Este "Simão" é possivelmente o Simão de Cirene mencionado no Novo Testamento, embora sua identidade não possa ser confirmada com certeza.
Em 1948, ele publicou um artigo vinculando provisoriamente os pergaminhos e seu conteúdo a uma comunidade de essênios, o que se tornou a interpretação padrão da origem dos pergaminhos, uma teoria que ainda é o consenso geral entre os estudiosos, mas que também foi criticada e matizada pela comunidade de estudiosos. Em 1950, ele recebeu o Prêmio Solomon Bublick da Universidade Hebraica de Jerusalém por este trabalho.

## Obras publicadas
- Sinagogas antigas na Palestina e na Grécia (Palestras Schweich da Academia Britânica de 1930). Londres, 1934.
- O Terceiro Muro de Jerusalém: Um Relato de Escavações . Jerusalém: University Press, 1930
- A Antiga Sinagoga de Beth Alpha. Um relato das escavações conduzidas em nome da Universidade Hebraica de Jerusalém . Jerusalém: Oxford University Press: Londres, 1932.
- Relatórios de Samaria-Sebaste sobre o trabalho da Expedição Conjunta em 1931-1933 e da Expedição Britânica em 1935 . Londres, 3 volumes 1938, 1942, 1957.

Como editor:
- Os Manuscritos do Mar Morto da Universidade Hebraica. Magnes Press, Universidade Hebraica: Jerusalém, 1955.